# Широкий Луг (Алтайский край)
Широкий Луг — посёлок в Заринском районе Алтайского края России. Входит в состав Новозыряновского сельсовета.

## География
Расположен в северо-восточной части края, на правом берегу реки Татарка (приток реки Чумыш).
Климат
Климат континентальный. Средняя температура января −17,7 °C, июля +19,2 °C. Годовое количество атмосферных осадков — 450 мм.

## Население
| 1997 | 1998 | 1999 | 2000 | 2001 | 2002 | 2003 | 2004 | 2005 |
| ---- | ---- | ---- | ---- | ---- | ---- | ---- | ---- | ---- |
| 137  | ↗144 | ↗150 | ↘134 | ↘130 | ↗135 | →135 | ↗139 | ↗141 |
| 2006 | 2007 | 2008 | 2009 | 2010 | 2011 | 2012 | 2013 |      |
| ↘136 | ↘124 | ↘123 | ↘120 | ↘96  | ↘93  | ↗95  | ↘93  |      |

Национальный состав
Согласно результатам переписи 2002 года, в национальной структуре населения русские составляли 89 % от 139 жителей.

## Экономика
Основное направление — сельское хозяйство.

## Транспорт
Посёлок доступен по дороге общего пользования межмуниципального значения «подъезд к пос. Широкий Луг» (идентификационный номер 01 ОП МЗ 01Н-1318) протяжённостью 7,2 км.